# Guirle
Guirle (ou Guirle Garre) est une localité du Cameroun située dans l'arrondissement de Bogo, le département du Diamaré et la région de l’Extrême-Nord. 

## Population
En 1975, la localité comptait 336 habitants, dont 282 Peuls et 54 Massa. À cette date, un marché hebdomadaire s'y tenait le mercredi.
Lors du recensement de 2005, on y a dénombré 1 065 personnes.